# Doug Baldwin
Douglas Dewayne „Doug“ Baldwin, Jr. (geboren am 21. September 1988 in Gulf Breeze, Florida) ist ein ehemaliger US-amerikanischer American-Football-Spieler auf der Position des Wide Receivers. Er wurde 2011 von den Seattle Seahawks als ungedrafteter Free Agent unter Vertrag genommen und spielte bis 2018 für sie in der National Football League (NFL).

## Frühe Jahre
Doug Baldwin wuchs in Gulf Breeze, Florida auf und begann, gemeinsam mit Alfred Morris, dem späteren Runningback der Washington Redskins, früh mit Leichtathletik und Football. 2006, als Senior an der Gulf Breeze High School, fing er 42 Pässe für 682 Yards und 6 Touchdowns.

## College
Von 2007 bis 2010 spielte er unter Jim Harbaugh für die Stanford Cardinal als Wide Receiver und Return Specialist und führte in seinem letzten Jahr sein Team in Yards und Touchdowns an.
| Jahr  | Team              | Spiele | Fänge | Yards | Y/F  | TD | Längster |
| 2007  | Stanford Cardinal | 12     | 11    | 93    | 8.5  | 0  | 20       |
| 2008  | Stanford Cardinal | 12     | 23    | 332   | 14.4 | 4  | 61       |
| 2009  | Stanford Cardinal | 7      | 4     | 78    | 19.5 | 0  | 36       |
| 2010  | Stanford Cardinal | 12     | 58    | 857   | 14.8 | 9  | 81       |
| Total |                   | 43     | 96    | 1360  | 14.2 | 13 | 81       |

## NFL
Obwohl er die Stanford Cardinal als Wide Receiver anführte, wurde er im NFL Draft 2011 nicht ausgewählt, sondern erst hinterher als ungedrafteter Free Agent von den Seattle Seahawks verpflichtet. In Seattle unterschrieb er einen Dreijahresvertrag über 1,4 Millionen US-Dollar. Gleich in seinem ersten Profijahr gelang ihm der Durchbruch, und am Ende der Saison war er der erste ungedraftete Rookie-Free-Agent, der sein Team in gefangenen Pässen und Yards anführte.
In der Saison 2012 hatte er mit einigen Verletzungen zu kämpfen und kam nur auf 366 Yards Raumgewinn.
In seinem dritten Jahr erreichte er mit den Seahawks den Super Bowl. Beim Sieg über die Denver Broncos im Super Bowl XLVIII fing er fünf Pässe für 66 Yards und einen Touchdown.
2014 unterschrieb Baldwin einen neuen Zweijahresvertrag über 13 Millionen US-Dollar, welcher sich an ein früheres Einjahresangebot anschloss und somit über drei Jahre lief. Die Seahawks zogen wieder in den Super Bowl ein (XLIX), und ihm gelang wieder ein Touchdown. Das Spiel gegen die New England Patriots wurde aber mit 24:28 verloren.
Am 12. Spieltag der Saison 2015 fing Baldwin beim 39:30-Sieg über die Pittsburgh Steelers Pässe für 145 Yards und drei Touchdowns, beides Karriere-Bestwerte. Somit fing zum ersten Mal seit Joey Galloway im Jahr 1997 ein Spieler der Seahawks wieder drei Touchdownpässe in einem Spiel. Am 14. Spieltag fing er gegen die Baltimore Ravens erneut drei Touchdownpässe, womit er in drei aufeinanderfolgenden Spielen insgesamt achtmal mit Passfängen die Endzone erreichte. Am fünfzehnten Spieltag gelangen ihm gegen die Cleveland Browns zwei weitere Touchdowns, wodurch er den NFL-Rekord von Hall-of-Famer Jerry Rice für zehn gefangene Touchdowns in vier Spielen einstellte. Am Ende der Regular Season stellte er mit 14 gefangenen Touchdowns einen neuen Seahawks-Franchise-Rekord auf und hatte dabei gleichzeitig den ligaweiten Saison-Höchstwert. Zudem gelang es ihm als erstem Seahawks-Receiver seit Bobby Engram 2007, die 1.000-Yards-Marke durch Passfänge zu durchbrechen.
Am 28. Juni 2016 verlängerte Baldwin seinen Vertrag bei den Seahawks vorzeitig um vier Jahre. Am 9. Mai 2019 entließen ihn die Seahawks, nachdem er den medizinischen Check nicht bestanden hatte. Daraufhin beendete er seine Karriere.

### NFL-Karriere-Statistik
| Regular Season | Regular Season   | Regular Season | Regular Season | Regular Season | Regular Season | Regular Season | Regular Season | Regular Season | Regular Season | Regular Season | Regular Season | Regular Season | Regular Season | Regular Season | Regular Season | Regular Season | Regular Season | Regular Season | Regular Season | Regular Season |
| Jahr           | Mannschaft       | Spiele         | Spiele         | Passspiel      | Passspiel      | Passspiel      | Passspiel      | Passspiel      | Laufspiel      | Laufspiel      | Laufspiel      | Laufspiel      | Laufspiel      | Kick Returns   | Kick Returns   | Kick Returns   | Kick Returns   | Kick Returns   | Fumbles        | Fumbles        |
| Jahr           | Mannschaft       | G              | GS             | Rec            | Yds            | Avg            | Lng            | TD             | Att            | Yds            | Avg            | Lng            | TD             | Ret            | Yds            | Avg            | Lng            | TD             | Fum            | Lost           |
| -------------- | ---------------- | -------------- | -------------- | -------------- | -------------- | -------------- | -------------- | -------------- | -------------- | -------------- | -------------- | -------------- | -------------- | -------------- | -------------- | -------------- | -------------- | -------------- | -------------- | -------------- |
| 2011           | Seattle Seahawks | 16             | 1              | 51             | 788            | 15,5           | 55T            | 4              | 1              | -2             | -2,0           | -2             | 0              | 1              | 37             | 37,0           | 37             | 0              | 0              | 0              |
| 2012           | Seattle Seahawks | 14             | 4              | 29             | 366            | 12,6           | 50             | 3              | 0              | -              | -              | -              | -              | 1              | 3              | 3,0            | 3              | 0              | 0              | 0              |
| 2013           | Seattle Seahawks | 16             | 9              | 50             | 778            | 15,6           | 52             | 5              | 2              | 6              | 3,0            | 3              | 0              | 2              | 57             | 28,5           | 37             | 0              | 0              | 0              |
| 2014           | Seattle Seahawks | 16             | 16             | 66             | 825            | 12,5           | 49             | 3              | 1              | 8              | 8,0            | 8              | 0              | 5              | 81             | 16,2           | 24             | 0              | 0              | 0              |
| 2015           | Seattle Seahawks | 16             | 16             | 78             | 1.069          | 13,7           | 80T            | 14             | 0              | -              | -              | -              | -              | 0              | -              | -              | -              | -              | 1              | 0              |
| 2016           | Seattle Seahawks | 16             | 15             | 94             | 1.128          | 12,0           | 59             | 7              | 3              | 2              | 0,7            | 4              | 0              | 0              | -              | -              | -              | -              | 1              | 0              |
| 2017           | Seattle Seahawks | 16             | 16             | 75             | 991            | 13,2           | 54             | 8              | 2              | -8             | -4,0           | -3             | 0              | 0              | -              | -              | -              | -              | 0              | 0              |
| 2018           | Seattle Seahawks | 13             | 13             | 50             | 618            | 12,4           | 42             | 5              | 0              | -              | -              | -              | -              | 0              | -              | -              | -              | -              | 0              | 0              |
| Gesamt         | Gesamt           | 123            | 90             | 493            | 6.563          | 13,3           | 80             | 49             | 9              | 6              | 0,7            | 8              | 0              | 9              | 178            | 19,8           | 37             | 0              | 2              | 0              |

| 2012   | Seattle Seahawks | 2               | 1               | 3               | 45              | 15              | 33              | 0               | 0               | -               | -               | -               | -               | 0               | -               | -               | -               | -               | 0               | 0               |                 |                 |                 |                 |                 |                 |                 |                 |                 |                 |                 |                 |                 |
| 2013   | Seattle Seahawks | 3               | 2               | 13              | 202             | 15,5            | 51              | 1               | 0               | -               | -               | -               | -               | 4               | 130             | 32,5            | 69              | 0               | 0               | 0               |                 |                 |                 |                 |                 |                 |                 |                 |                 |                 |                 |                 |                 |
| 2014   | Seattle Seahawks | 3               | 3               | 10              | 147             | 14,7            | 35              | 2               | 0               | -               | -               | -               | -               | 3               | 58              | 19,3            | 28              | 0               | 1               | 0               |                 |                 |                 |                 |                 |                 |                 |                 |                 |                 |                 |                 |                 |
| 2015   | Seattle Seahawks | 2               | 2               | 13              | 124             | 9,5             | 22              | 1               | 0               | -               | -               | -               | -               | 0               | -               | -               | -               | -               | 0               | 0               |                 |                 |                 |                 |                 |                 |                 |                 |                 |                 |                 |                 |                 |
| 2016   | Seattle Seahawks | 2               | 1               | 16              | 184             | 11,5            | 42              | 2               | 2               | 7               | 3,5             | 6               | 0               | 0               | -               | -               | -               | -               | 0               | 0               |                 |                 |                 |                 |                 |                 |                 |                 |                 |                 |                 |                 |                 |
| 2017   | Seattle Seahawks | keine Teilnahme | keine Teilnahme | keine Teilnahme | keine Teilnahme | keine Teilnahme | keine Teilnahme | keine Teilnahme | keine Teilnahme | keine Teilnahme | keine Teilnahme | keine Teilnahme | keine Teilnahme | keine Teilnahme | keine Teilnahme | keine Teilnahme | keine Teilnahme | keine Teilnahme | keine Teilnahme | keine Teilnahme | keine Teilnahme | keine Teilnahme | keine Teilnahme | keine Teilnahme | keine Teilnahme | keine Teilnahme | keine Teilnahme | keine Teilnahme | keine Teilnahme | keine Teilnahme | keine Teilnahme | keine Teilnahme | keine Teilnahme |
| 2018   | Seattle Seahawks | 1               | 1               | 3               | 32              | 10,7            | 22              | 0               | 0               | -               | -               | -               | -               | 0               | -               | -               | -               | -               | 0               | 0               |                 |                 |                 |                 |                 |                 |                 |                 |                 |                 |                 |                 |                 |
| Gesamt | Gesamt           | 13              | 10              | 58              | 734             | 12,7            | 51              | 6               | 2               | 7               | 3,5             | 6               | 0               | 7               | 188             | 26,9            | 69              | 0               | 1               | 0               |                 |                 |                 |                 |                 |                 |                 |                 |                 |                 |                 |                 |                 |

## Persönliches
Baldwin veröffentlicht Youtube-Videos mit dem Namen „Fresh Files“, in denen er Fragen der Fans beantwortet und andere Spieler interviewt. Am 3. März 2016 verlobte sich Baldwin.